# Ocelot andyjski
Artykuł ten został zgłoszony do umieszczenia na stronie głównej w rubryce „Czy wiesz”.
Pomóż nam go sprawdzić: oceń zgłoszoną nominację.
Ocelot andyjski, kot andyjski (Leopardus jacobita) – gatunek ssaka, drapieżnego z rodziny kotowatych (Felidae). Zaliczony pierwotnie do rodzaju kot, następnie do monotypowego rodzaju, został w końcu zaklasyfikowany do rodzaju ocelot. Wielkością przypomina kota domowego, ustępując ocelotowi wielkiemu. Nosi na futrze plamy i pasy. Zamieszkuje kamieniste, suche tereny w Andach, niekiedy schodzi niżej, Niszą ekologiczną przypomina ocelota pampasowego. Poluje na drobną zdobycz. Wiedzie bardziej dzienny tryb życia od pumy płowej czy ocelota pampasowego, żyje samotnie poza sezonem rozrodu. Zagraża mu wyginięcie z powodu niszczenia siedlisk, zwłaszcza rozwoju górnictwa, i zmian klimatu.

## Genetyka
Zmienność genetyczna populacji jest niewielka. W jednym z badań odkryto tylko 5 haplotypów mtDNA oraz wskazano na zmienność mikrosatelitarną jako bardzo niską, niższą niż u bliskich gatunków, jak ocelot pampasowy. Zbadana liczba alleli ustępowała 3 do 5 razu takim gatunkom jak ocelot nadrzewny, ocelot wielki, ocelot tygrysi. Różnorodność genetyczną ocelota andyjskiego, ustępującą innym ocelotom, porównać by można do zmienności rysia iberyjskiego, swego czasu krytycznie zagrożonego wyginięciem najbardziej zagrożonego z kotowanych świata.

## Budowa

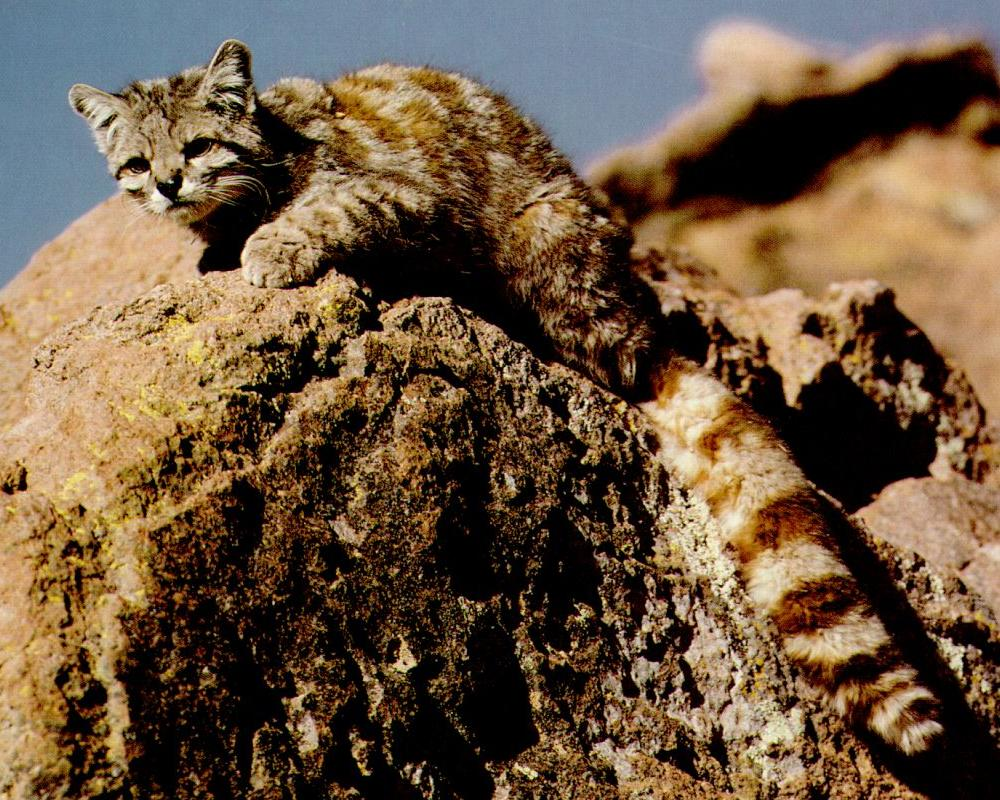
Ocelot andyjski jest wielkości kota domowego, jego futro zdobią pasy i plamki

Długość głowy i tułowia ocelota andyjskiego wynosi od 57,7 do 64 cm. Długość ogona wynosi natomiast pomiędzy 41,3 a 48 centymetrów. Jeden zważony samiec ważył 4 kg. Wielkością ciała nie różni się więc ocelot andyjski od dużego kota domowego, ustępując istotnie swemu znacznie większemu krewnemu ocelotowi wielkiemu, ważącemu do 15,5 kg, ale już nie ocelotowi nadrzewnemu ważącemu do 4,9 kg.
Badacze zwracają uwagę na długie i grube futro ocelota andyjskiego barwy srebrnoszarej, blade pokryte plamkami i paskami z ciemnymi znaczeniami. Brzuszna strona ciała zabarwiona jest na biało, ale i ona posiada ciemne znaczenia. Na klatce piersiowej widnieją ciemne pasy. Puszysty ogon zdobi około 7 ciemnych pasów. Ciemne pasy obecne są też na przednich kończynach zwierzęcia. Pasy na futrze ma też ocelot pampasowy, podczas gdy ocelot wielki ma raczej plamki. 

## Systematyka

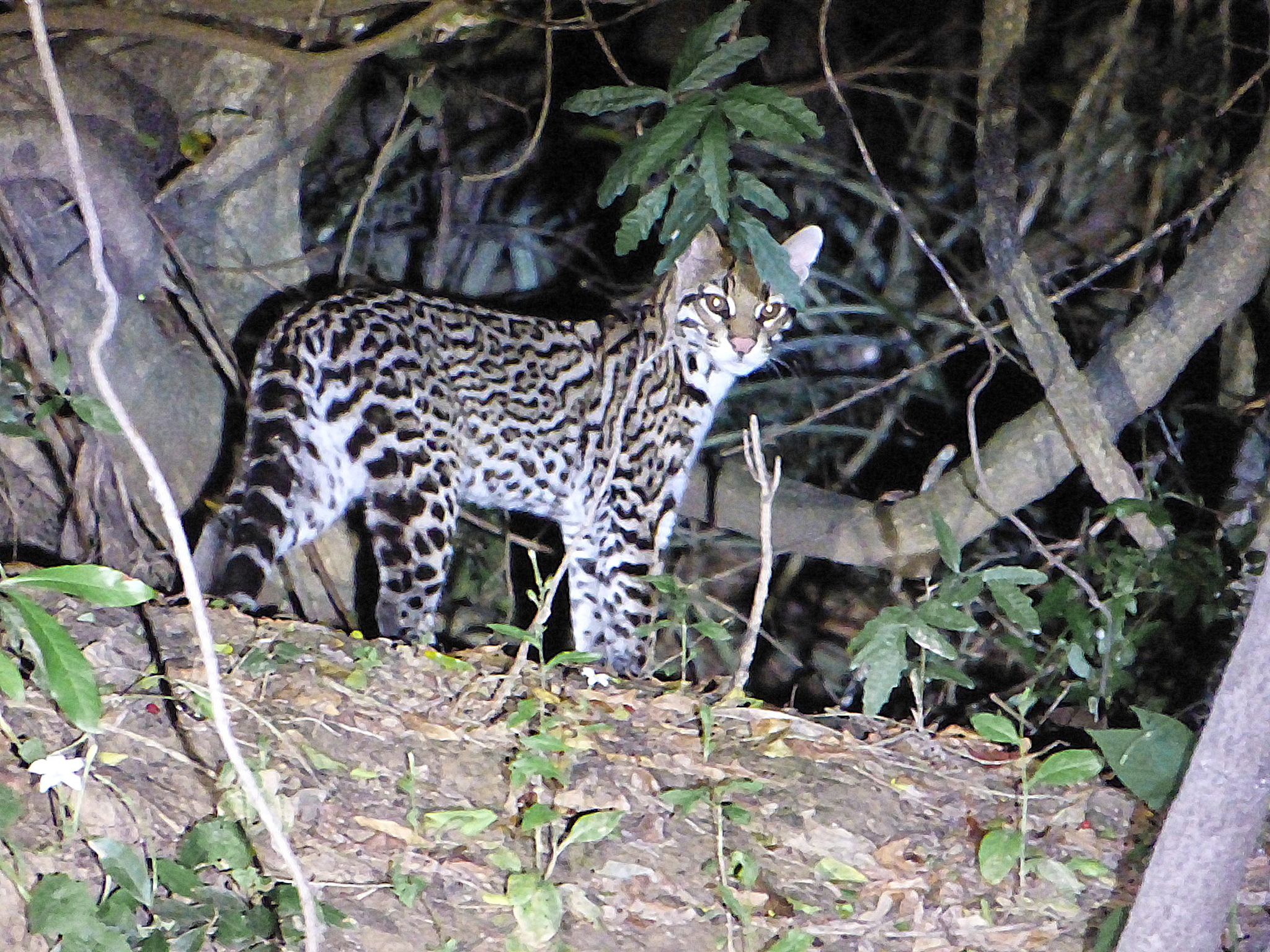
Ocelot andyjski należy do tego samego rodzaju, co widoczny wyżej znacznie większy ocelot wielki

Gatunek zgodnie z zasadami nazewnictwa binominalnego opisał po raz pierwszy w 1865 roku włoski przyrodnik Emilio Cornalia, nadając mu nazwę Felis jacobita. Holotyp pochodził z Boliwii. Gatunek umieszczano niegdyś w osobnym, monotypowym rodzaju Oreailurus, kierując się pewnymi odrębnościami budowy czaszki, szczególnie puszki słuchowej. Pomysł ten nie ostał się jednak i zwierzę włączono do rodzaju Leopardus, czyli ocelot, zawierającego kilka gatunków kotowanych z podrodziny kotów zamieszkujących Amerykę Południową i Środkową.
Autorzy Illustrated Checklist of the Mammals of the World uznają ten gatunek za monotypowy.

### Etymologia
- Leopardus: gr. λεοπαρδος leopardos „lampart, pantera”[16].
- jacobita: Jacobita Tejeda de Montemajor (ur. 1841) była Argentynką. Jej ojciec był senatorem prowincji Salta. Miała 15 lat, gdy wyszła za mąż za Paolo Mantegazzę (1831–1910), wybitnego włoskiego neurologa, fizjologa, antropologa i pioniera seksuologii. W 1856 roku, kiedy się pobrali, prowadził praktykę lekarską w Argentynie. Rodzina z pięciorgiem dzieci wróciła do Włoch w 1858 roku, gdy Paolo został profesorem patologii ogólnej na Uniwersytecie w Pawii. Następnie, w 1870 roku, został profesorem antropologii i etnologii we Florencji. Nie wiadomo, kiedy zmarła Jacobita, ale na pewno przed 1891 rokiem, ponieważ w tym samym roku Paolo poślubił swoją drugą żonę, hrabinę Marię Fantoni[17]. Jako odnoszący się do imienia epitet gatunkowy jacobita nie jest odmienny, pomimo czego bywa błędnie odmieniany przez niektórych autorów[6], choćby w Handbook of the Mammals of the World[10].

## Tryb życia
Nie wiadomo wiele o trybie życia ocelota andyjskiego. Badacze przytaczają, że z 3 spotkań na 4 spotkania polował on za dnia. Jednak kamery rejestrowały go raczej wieczorem i nocą, najczęściej od 18 do 23. Wydaje się jednak bardziej aktywny za dnia niż puma płowa czy ocelot pampasowy, a badania argentyńskie wskazały na pik aktywności w południe.
Jak większość kotowatych, żyje zapewne samotnie, niekiedy jednak, w czasie sezonu rozrodczego, spotykano pary bądź kocicę z młodym.
Nieznany jest dokładnie jego rozród. 2 razy odnotowano nawoływania poszukującego samicy kota, raz w styczniu i raz w październiku. Młode mogą rodzić się od stycznia do marca, bądź od lutego do lipca. W sierpniu widziano już liczące 4–6 miesięcy kocięta podążająca za matką. Długość pokolenia trwa 3,8 roku.

## Rozmieszczenie geograficzne
Ocelot andyjski występuje w Ameryce Południowej, głównie w wysokich rejonach Andów. Można go zaobserwować w środkowym i południowym Peru, południowo-zachodniej Boliwii, północno-zachodniej Argentynie i północno-wschodnim Chile. Na północy sięga 9°54' S, na południu 38°23' S. Zasięg obejmuje 343689,75 km².

## Ekologia

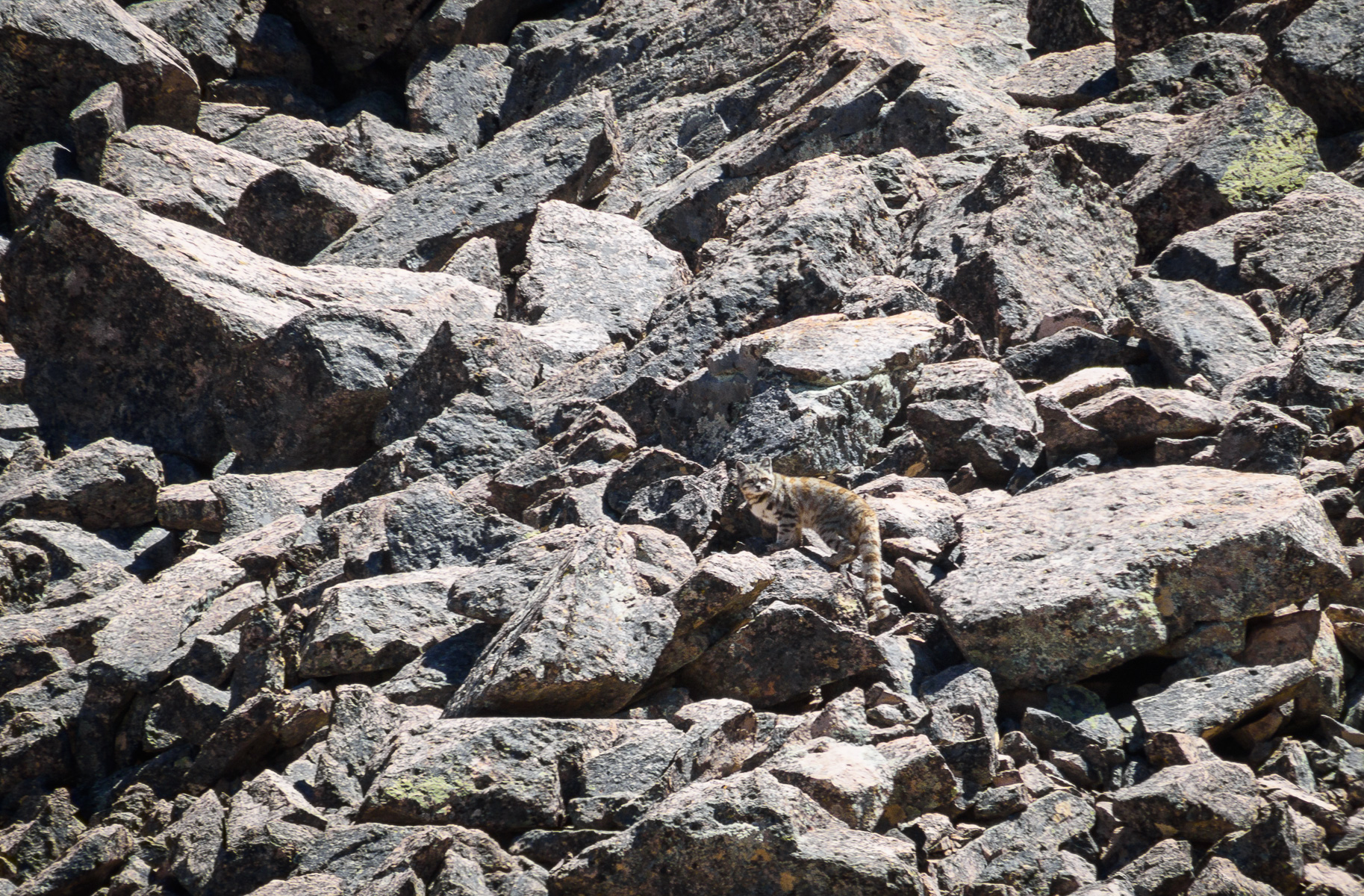
Zwierzę zamieszkuje górskie, skaliste siedliska

Siedliskiem ocelota andyjskiego są góry. Koty te zamieszkują tereny skaliste, prawie zupełnie pozbawione roślinności. Występuje na wysokości od 650 do 5180 m n.p.m., jednak przeważnie występują na wysokości 3000–4000 m n.p.m. powyżej lasów. Z jednej strony sięga on stepów Patagonii na wysokości poniżej 1000 m, z drugiej strony zajmuje wysokogórskie tereny powyżej linii traw sięgające 4500 m, a jednego osobnika spotkano w Peru nawet na wysokości 5100 m. Tereny te są suche bądź półsuche, powyżej linii drzew pokryte niewielką roślinnością: kępami trawy, karłowatymi krzakami i mrozoodpornymi roślinami poduszkowymi. Te niegościnne tereny cechują się znaczną dobową amplitudą temperatur, a także mrozami w zimie. Pada mało. Zwierzęta trzymają się miejsc, gdzie dostępna jest woda i zdobycz. Ocelotowi andyjskiemu zdarza się zapuszczać na pustynie i tereny podmokłe. W efekcie jego zasięg jest pofragmentowany, związany ze skalistymi wysepkami odpowiadającego mu siedliska pośród nieodpowiedniego dlań krajobrazu. Wedle różnych badań zwierzę może żyć na od 1,4 do 6,7% swego zasięgu występowania.
Zwierzę wymaga ponad 50 km² by przeżyć. Zasięgi poszczególnych osobników oszacowano na 18,8 i 61,2 km² u samic i 59 km² u samca. Areały osobników przeciwnych płci znacznie na siebie zachodzą, a na terenach o dużym zagęszczeniu także w obrębie jednej płci. Mogą one zachodzić także na rewiry ocelota pampasowego. Ocelota andyjskiego spotyka się rzadko. W badaniach przyjmowano zagęszczenie 0,07 i 0,12 sztuk/km² w Argentynie, 0,02 sztuk/km² w Chile i 0,064–0,069 osobników/km² w Boliwii. W kolejnych badaniach po podzieleniu zasięgu zwierzęcia na 3 strefy równoleżnikowo uzyskano wyniki 0,048, 0,063 i 0,034 oceloty/km². Średnia wynosi 0,05 zwierzęcia na km².
Kotowane są hiperdrapieżnikami, ograniczającymi się w zasadzie wyłącznie do pokarmów mięsnych. Niemniej szczegółowa dieta ocelota andyjskiego nie została dobrze poznana. Prawdopodobnie poluje on na naziemne ptaki, niewielkie gryzonie bądź jaszczurki. W jednym z badań najczęściej jadł większą wiskaczę górską, w innym małe gryzonie: liściouchy, koszatnika pilchowatego i szynszyloszczura szarego. W środkowym Chile odnotowano też polowanie na zająca szaraka.
Ocelot andyjski zajmuje wąską niszę ekologiczną, którą dzieli częściowo z ocelotem pampasowym.

## Zagrożenia i ochrona
IUCN uznaje ocelota andyjskiego za gatunek zagrożony wyginięciem. Pierwszą ocenę opublikowano w 1982, uznając ocelota andyjskiego za gatunek rzadki, co następnie powtarzano w kolejnych ocenach w 1986, 1988 i 1990 (wtedy jeszcze jako gatunek kota). W 1994 wskazano brak wystarczających informacji, umieszczając zwierzę w odrębnym rodzaju. 2 lata później gatunek uznano za narażony na wyginięcie, a w 2002 za zagrożony wyginięciem. W 2008 i 2016 powtórzono ocenę zagrożenia, klasyfikując gatunek w rodzaju ocelot, co zachowano w ocenie z 2024. Ocenę taką uzasadniono niewielką liczebnością populacji, tym, że największa subpopulacja nie przekracza ćwierci tysiąca zwierząt, spadkiem liczebności i istotnymi zagrożeniami.
Liczebność dorosłej populacji szacuje się na 2177 kotów, wliczają osobniki młodociane 4354. Spada ona.
Istnienie gatunku jest zagrożone. Wśród zagrożeń wymienia się górnictwo, wydobycie paliw kopalnych i metali, w tym litu celem produkcji baterii, związane także ze zużyciem wody, rozwój rolnictwa, a także zmianę klimatu i niszczenie siedlisk. Na zwierzę polują psy. Zwierzęta domowe przenoszą także choroby. Lokalne społeczności wykorzystują kota andyjskiego (a także pampasowego, nie czyniąc między nimi rozróżnienia), używając skór i wypchanych osobników w swych rytuałach. Niekiedy uznają zwierzęta te za święte, łącząc je z bóstwami gór. Znaczenie tych wierzeń spada jednak wraz z wpływem kultury zachodniej. IUCN podkreśla potrzebę korytarzy umożliwiających kontaktowanie się osobników celem reprodukcji, a także rewitalizację zniszczonych przez górnictwo siedlisk. Celem ochrony gatunku działa Andean Cat Alliance, starając się zredukować polowania, zapewnić miejscowej ludności inne źródła dochodu, a także zmniejszyć niekorzystne interakcje z pumą płową czy psowatymi. Prowadzony jest też program zmniejszający przenoszenie chorób przez psy domowe.